# 元ヤン
『元ヤン』（もとヤン）は、山本隆一郎による日本の漫画。『週刊ヤングジャンプ』（集英社）にて、2015年23号から2018年36・37合併号まで連載。また、『ヤングキング』（少年画報社）2015年21号には、出版社同士の垣根を越えて特別読切版「第零話」が掲載された。
『地方ヤンキー群像クロニクル』と銘打たれたヤンキー漫画であり、地元に強い愛着と誇りを持つ不良たちの非日常と激突が描かれる。特徴として、作中の世界観では地域に旧国名が使われており、現代における都道府県名は片仮名表記となっている。

## あらすじ
かつて地元の街・ワカヤマの“紀伊”を席巻した伝説の不良集団・『紀伊浪（きいろ）』。その一員として輝かしい時間を過ごしていた矢沢正次は、5年後の現在、自動車教習所の教員として働く立派な“元ヤン”となり、平凡ながらも安定した日々を過ごしていた。
そんな正次の元に突如として届いたのは、袂を分かっていた元『紀伊浪』リーダー・八坂勝男が不慮の事故死を遂げたという報せ。そして、地元・紀伊が隣国の“伊勢”に攻め込まれ、その軍門に降ろうとしているという噂だった。葛藤の末に、愛する地元を守るべく再び不良として立ち上がることを決意した正次。
そして、かつての不良仲間との邂逅、伊勢との抗争を経て正次は、勝男がキョートの“山城”にて『平成の五大老』となりヤクザとの抗争の果てに5年間刑務所に服役していたこと、さらには、その出所に端を発して日本列島に“不良戦国時代”が到来しているという事実を知る。
志半ばにして夭逝した勝男の想いを果たすため、正次は『紀伊浪』の再結成を掲げ、「不良界の天下統一」に向かって名乗りを上げる。

## 登場人物

### 紀伊浪（きいろ）
かつて不良界で近畿最弱とも云われた最南端の街“紀伊”を、たったの七人で統一し強豪にのし上げた伝説的な喧嘩師集団。メンバーは左胸に『紀伊浪紋』と呼ばれる刺青を入れている。2011年3月、チームのリーダー・八坂勝男の離脱により突如として解散、メンバーの行方も雲散霧消して以降、紀伊の街は再び弱体化し、周囲の街から狙われる存在となってしまっている。
矢沢 正次（やざわ しょうじ）
本作の主人公。23歳。かつての『紀伊浪』七番。チーム解散から5年後の現在は、地元・ワカヤマの自動車教習所で教員として勤務をしている。
中学の頃は、世間のあらゆる不条理とそれに対して何もできない自分に憤りを募らせ、髪を金髪に染め上げて喧嘩に明け暮れる毎日を送っていたが、のちに盟友となる八坂勝男との出会いを経て明るさと笑顔を取り戻す。勝男のチーム『紀伊浪』に加入し仲間と共に様々な伝説を作るが、勝男の突然のトウキョウへの上京による離脱で『紀伊浪』は解散、地元を捨てる形となった勝男に失望し絶縁してしまう。
社会人となり立派な“元ヤン”となった今は、かつての刺々しさは鳴りを潜め、『紀伊浪』のことも思い出となり平凡な日々を過ごしていた。しかし、突如舞い込んできた勝男の事故死の報せを発端として、愛する地元・紀伊の危機的状況を知り、葛藤の末に「一生変えられない己の生き方」を受け入れ、再び不良の世界に身を投ずることを決意する。その後、勝男が密かに抱いていた「不良全国制覇」の志と真意を知ることとなり、彼の遺志を継ぐ形で『紀伊浪』の復活を宣言、「不良界の天下統一」に名乗りを上げる。
薩摩に乗り込んだ際に五大老の陸王が死亡し、村雨も瀕死になったことで勝男の死には何か裏があることを感じ、仕事を辞めて真相を探すことを決意するが、校長の厚意で長期休職という形にしてもらっている。
その裏表のない人柄と規格外の強さで仲間や後輩の信望を集めているが、時おり周囲が脱力するほどの天然ボケを発揮することもある。地元への愛着は強く、水戸に遠征するまでは紀伊から一歩も外に出たことが無かったほどである。喧嘩においては、相手の急所を確実に撃ち抜く「一撃必殺」の打撃を武器とする。
終盤、Pファイルを狙う才原を追って尾張に赴き、銀次や仲間たちと協力して才原を追い詰め、銀次の生き様と最期を見届けた。最終回では元々勤めてた自動車教習所の教員に復職した。
村上 辰（むらかみ たつ）
かつての『紀伊浪』二番。現在は、警察官となり地元の交番に勤務している。かつては勝男と共に『紀伊浪』を結成した中心メンバーであった。
警察官になった理由は、勝男の「警察の制服が似合いそう」という何気ない一言と、いずれ『紀伊浪』が復活した時にはその力になれるという思惑があったからである。だが、“元ヤン”であることから職場では真面目な勤務態度を評価してもらえず、それどころか先輩連中から陰湿なパワハラを受けている。そんな毎日に耐えぬく中で徐々に不良であった己の過去を蔑み、「不良のままでは社会では生きていけない」と考えるようになり、街の不良を徹底的に駆逐・更生させる“死神”と呼ばれる存在になってしまった。
正次とは再会後に考え方の相違から衝突するが、その後、心の奥底に今もくすぶる『紀伊浪』への思いと「自分を貫くこと」の大切さに気づき、正次と行動を共にすることを決意する。勝男の真意を知った際には、かつてその意を汲み取れなかった自分自身を悔い、涙を流した。
硬派な見た目に反して開けっぴろげな性格をしており、いたずら好きな一面もある。苦手な食べ物は納豆で、酒に弱い。高所から飛び降りてもビクともしない強靭な肉体の持ち主で、喧嘩においては得意の柔道を生かした投げ技を使う。
薩摩にて陸王の死に居合わせたことにより、一度は“不良戦国時代”から降りる。しかし、銀次の帰郷を受けて正次と合流することを決意、仲間たちと共に最後の戦いに臨み、銀次の生き様と最期を見届けた。
真木 聖（まき ひじり）
かつての『紀伊浪』六番。モデルや俳優を連想させるルックスで、クールな雰囲気を身にまとったイケメン。紀伊の人間であるが、標準語を話す。
幼少期は関東で暮らしており、覚醒剤中毒の両親の下で虐待を受け続ける暮らしを送っていた。その末に両親が金欲しさに自身を小児性愛者に売り飛ばした際、両親ごと返り討ちにした過去がある。
『紀伊浪』解散後は、いわゆるブラックビジネスに手を染めていたが見切りをつけ、稼いだ金を使ってしばらく諸外国を放浪していた。勝男の死と時を同じくして紀伊に戻り、彼の葬儀には匿名で大金を寄付して盛大な会場を用意させた。葬儀場での正次との再会と共闘を経て、仲間に加わる。
普段は飄々とした振る舞いを見せる頭脳派で「喧嘩は技能と駆け引き」と考えており、『紀伊の白豹』と呼ばれた程の身体能力と格闘センスが武器。しかし、ひとたびスイッチが入れば見る者を戦慄させるような「エグい喧嘩」を展開するなど、底の知れない人物。
薩摩にて陸王の死に居合わせたことにより、一度は“不良戦国時代”から降りる。しかし、銀次の帰郷を受けて正次と合流することを決意、仲間たちと共に最後の戦いに臨み、銀次の生き様と最期を見届けた。
安藤 秀政（あんどう ひでまさ）
かつての『紀伊浪』五番。サングラスを掛け、サイド部分を剃り上げた特徴的なリーゼントヘアーをしている。前歯の一部が欠けている。
覚醒剤中毒の母親の元で育ち、不良となるが、そんな母親の姿を反面教師としたことと、正次たち『紀伊浪』メンバーとの絆もあって、人としての道を踏み外すことは無かった。
『紀伊浪』解散後は、「トウキョウでビッグになる」という夢を抱いて上京し、悪質訪問販売やオレオレ詐欺を生業とした会社で、そうとは知らずに営業マンとして働く。やがて会社の正体に薄々気づくものの、良心の呵責と自分の夢との折り合いをつけられずにズルズルと勤めてしまっていた。正次たちと再会後、とある場所で社長の沼瀬から覚醒剤の取引を指示されたことで遂に目が覚める。駆けつけた正次たちの助力もあって沼瀬を成敗し退社、トウキョウでの生活に終止符を打つことを決め、水戸へ向かう正次たちの一行に加わる。水戸を制し帰郷後は、新たな職を探しつつ正次の家に居候しており、ラップにハマるようになったが仲間たちからの評価は良くない。
要領は悪いが、人懐っこい笑顔と純粋な心を持つ好漢で、仲間への想いも人一倍強い。喧嘩の素質に恵まれており、闇雲に拳を振り回してもなぜか当たってしまうという「天性の当て勘」を持つ。
薩摩にて陸王の死に居合わせたことにより、一度は“不良戦国時代”から降りる。しかし、銀次の帰郷を受けて正次と合流することを決意、仲間たちと共に最後の戦いに臨み、銀次の生き様と最期を見届けた。最終回ではラッパーとしてデビューしたらしく、CDも発売している模様。
畑中 元（はたなか げん）
かつての『紀伊浪』四番。坊主頭で、筋骨隆々の体躯の持ち主。スキットルに入れた酒をいつも持ち歩いている。
中学の頃よりその喧嘩の強さで一目置かれる存在であったが、純粋で朴訥すぎる性格が災いして孤立し、周囲からは喧嘩の時のみ頼られ利用され、結局は裏切られるという孤独な日々を過ごしていた。そんな経緯もあり他人に心を閉ざしていたが、勝男との出会いによって本当の仲間も得られ、『紀伊浪』解散後は「人のためになることをする」という勝男との約束もあって自衛隊に入隊した（“薩摩”の幹部である、陸王強平ともそこで出会っている）。しかし、恩人で心の支えでもあった勝男の死により茫々たるショックを受け目標を見失い、自衛隊を退職。ワカヤマに帰り、なし崩し的に悪徳代議士・神原のボディーガードに納まっていた。その後、かつての仲間であった正次との邂逅により自分を取り戻し、自らの拳で神原を成敗した後は勝男の夢を叶えるべく、正次・聖と共に薩摩に乗り込むことを決めた。
「悪は許さない」という確固たる信念を持つ、無骨な正義漢。普段は吃音で口下手だが、激昂すると饒舌な話口調に変わる。正次から「解体用の鉄球」と喩えられるほどの重く強力なパンチを持つ。
薩摩にて陸王の死に居合わせたことにより、一度は“不良戦国時代”から降りる。しかし、銀次の帰郷を受けて正次と合流することを決意、仲間たちと共に最後の戦いに臨み、銀次の生き様と最期を見届けた。
八坂 勝男（やさか かつお）
かつての『紀伊浪』一番。黒髪を後ろで一つ結びにしている。早くに両親と死別し、児童養護施設『紀州つばさ園』で育つ。義侠心あふれる性格で、正次の喧嘩に助太刀したことをきっかけに親友となり、彼の母親からも実の息子のように思われていた。
『紀伊浪』結成の中心人物であり、彼が突如としてトウキョウへの上京を決めたことでチームは解散への道をたどる。その際、正次からは地元を捨てた人間と見なされ、絶縁されてしまう。それから5年が経ち、帰郷直後に真夜中の紀津峠（きつとうげ）でバイク事故に遭い死亡する。
のちに、実はトウキョウへは行っておらずキョートで『平成の五大老』の一人となっていたこと、帰郷後に『紀伊浪』を再結成し“不良戦国時代”に名乗りを上げようとしていたことが明らかとなる。真意を隠したまま紀伊を去ったのは、ヤクザとの抗争に仲間を巻き込むまいとした彼なりの配慮であった。
“七献宝樹”の一つである『瑪瑙の刀（めのうのかたな）』は、遺志を継いだ正次の手に渡る。
地元から離れていた間の動向は「その他の主要人物」の項を参照。
日野 銀次（ひの ぎんじ）
かつての『紀伊浪』三番。長髪の持ち主で、長らく仲間たちに姿を見せていなかった。
『紀伊浪』時代はイケイケな性格とサイド部分を染め上げたリーゼントヘアの持ち主で、特に正次と仲が良かったが、いつしか紀伊の外に勢力を広げることに拘るようになり、近隣の高校やチームを無差別に吸収しようとしていたため、勝男とは度々衝突していた。その頃から仲間たちの前に顔を出すことも少なくなっていったと正次たちは回想しており、『紀伊浪』解散後の動向は誰も知らなかった。
それ以降の詳細は「その他の主要人物」の項を参照。

#### かつての『紀伊浪』の協力者
宇陀 輝基（うだ てるもと）
『伊勢酔象』のトップ。187cmの長身で、長髪を肩口に垂らした髪型をしている。元ホストであり、女性の扱いにも長けている。
“不良戦国時代”の幕開けを知って全国制覇への野望を抱き、平和主義であった『伊勢酔象』を乗っ取って勢力を拡大、隣国・紀伊の『高三連合』に圧力をかけ併合話を持ちかける。卑劣な手段で『高三連合』のメンバーを傷めつけるが、その場に駆けつけた正次と辰にあっさり成敗されるとその強さに敬服し、半ば強引に紀伊の仲間入りを果たす。
計算高く姑息に立ち回るヘタレな性格だが、全国の不良事情に明るい情報通で、喧嘩の実力も『紀伊浪』メンバーには遠く及ばないものの、並の不良よりは格段に強い。好物はミントタブレット。
『紀伊浪』が“不良戦国時代”から降りた際は見限ろうとしていたが結局行動を共にしており、最後の戦いにも駆けつける。

### 水戸
村雨アキラをトップとする不良集団の通称、および彼らによって統治されている地域の名称である。幹部を除く不良メンバーは全員が坊主頭であり、昼は苛烈な喧嘩の鍛錬に明け暮れ、夜は村雨の経営する店舗で労働に就くなどしている。

#### 村雨派
村雨 アキラ（むらさめ アキラ）
“水戸”を治める『平成の五大老』の一人。“七献宝樹”の一つである『瑠璃の行縢（るりのむかばき）』を所有し、不良全国制覇を狙っている。「事実」でのみ物事を判断しようとするリアリスト。独特の言葉のチョイスと哲学的な語り口が特徴で多数の店舗を経営しており、水戸の夜の街を牛耳っている。
元々は著名な建築家を父親に持つ裕福な家庭に生まれた大人しい少年だったが、一族が代々通う小学校に馴染めなかったことで落ちこぼれ扱いされ、水戸に引っ越してきた過去を持つ。その後は中学生たちに金蔓として利用されていたが、そのトップをたまたま殴り倒したことにより不良としてのアイデンティティーに目覚め、本郷とコンビを組んで水戸の不良界の頂点に上り詰める。かつて本郷とは志を同じくする親友で右腕のような存在であったが、『山城の乱』への参加と5年に渡る刑務所生活を経て変心し、帰還後にクーデターを起こす。本郷を追放後は、自らがトップに君臨し、圧倒的なカリスマ性と頭脳で水戸の不良をまとめ上げ、日々苛烈な鍛錬と労働を課して富国強兵に励む。その妥協なき姿勢から冷血漢と噂されるのとは裏腹に、「水戸の人間は誰一人として見捨てない」という懐の深さを持っている。
勝男の所有していた『瑪瑙の刀』を狙って紀伊の葬儀場に姿を現すが想定外の紀伊の実力に驚き、その場は一旦手を引き帰郷する。その数日後、今度は逆に水戸に攻め入ってきた『紀伊浪』のメンバーを迎え撃つこととなる。ボウリング場で捕虜にした宇陀の寝返りにより『瑪瑙の刀』を手に入れ、戦局を有利に進めるが、水戸の精鋭に変装していた聖の機転と本郷がその場に現れたことで状況は一変、新旧トップの因縁に決着をつけるべく本郷とタイマンを張る。互いの意地と信念がぶつかり合った対決は紙一重で村雨に軍配が上がるが、それにより本郷とのわだかまりは氷解。リアリストとしての自分を捨て去り、水戸のプライドを背負って満身創痍のままで正次に挑みかかったものの、一撃で倒されて敗北を認め、紀伊に『瑠璃の行縢』を託す。
陸王の死を受け、正次らと合流すべく薩摩に向かうが、道中で何者かに薬を盛られたらしく、新幹線の車内で吐血した瀕死の状態で発見され、羅門たちに医者へ運ばれる。
その後は一命を取り留めるも才原によって身柄を拘束される。最終回では解放されたらしく、快気祝いとして水戸の仲間たちや虎雄と共に沖縄旅行へ行っていた。
国武 省吾（こくぶ しょうご）
水戸の幹部。元ボクシング選手で、イバラキのチャンピオンになったこともある実力の持ち主。喧嘩に関しては独自の美学を持っている。クーデターの際は、水戸の将来を考えた末に本郷を裏切り、村雨側に付いた。
最初の戦闘となったボウリング場で大勢を相手に奮闘していた宇陀を一蹴し、続く秀政とのタイマンでも優位に立つが、彼の強烈なカウンターパンチを喰らってダウンを喫する。そこで持ち前の闘魂に火が点き、心ゆくまでやり合おうとするが、伊阪の介入などもあって勝負はつかず終わった。
かつては本郷の一番の弟分であり、裏切った後も彼への敬意は持ち続けていた。それゆえに、紀伊との対決の場に現れた本郷に敢えて挑みかかり倒され、村雨との決着への呼び水となる役目を負った。
伊阪（いさか）
水戸の幹部。状況分析に優れた頭脳派。国武とは長年の親友同士である。国武と同様に、クーデターの際は本郷を裏切って村雨側に付いた。
ボウリング場での戦闘ではヒートアップした国武を諌め、その後寝返ってきた宇陀にも冷徹さを見せるなどの活躍をするが、喧嘩においては聖の一撃をなすすべなく喰らったりと、あまり良いところは見せられなかった。直情的で肉体派の国武とは喧嘩に関する価値観が合わなかったが、村雨と本郷とのタイマンを見た後でその考えを改める。

#### 本郷派
本郷 厚志（ほんごう あつし）
水戸の不良。友情に篤く仲間思いで人望があり、水戸のトップに立っていたが、親友で右腕でもあった村雨にクーデターを起こされ逐電、現在はその追手から身を隠す日々を送る。カップ焼きそばには納豆を混ぜて食べる。
少年時代は、両親から虐待を受けたり借金による極貧生活を余儀なくされるなどドン底の家庭環境で育ち、盗品を不良グループに渡して報酬を得る荒んだ生活をしていた。その頃に親友となった村雨とコンビを組んで水戸の不良界の頂点に上り詰め、トップとして上下関係よりも仲間意識を重視する方針で水戸を治めていた。ただし、地元を愛するあまり版図を拡大しようとする野心は皆無で、生まれてこのかた水戸から一歩も外に出たことは無かった。
強靭なフィジカルを生かした喧嘩の実力は極めて高く、正次とも互角にやり合っていたが、聖の仲裁により勝負は一旦お預けとなる。一度分かり合えば気のいい男であり、『紀伊浪』メンバーともたちまち意気投合し、村雨との決着をつけるために一時的な協力関係を結ぶ。その後、村雨の前に現れタイマンを張ることとなり、裏切られた後も変わらない友情の念と水戸のトップとしての己の信念を拳で語らい、紙一重の差で倒される。
その後はわだかまりなく全員と和解し、水戸に復帰。正次たちともいずれ再会することを望む。

### 薩摩
陸王郷士をトップとする不良集団『郷中隼人（ごじゅうはやと）』によって統治されている地域。領内の商業施設・交通機関などは陸王に掌握されており、その情報網によって、外部から来た人間の行動の全ては幹部に即座に報告される。
陸王 郷士（りくおう ごうし）
“薩摩”を治める『平成の五大老』の一人で、不良集団『郷中隼人』のトップ。“七献宝樹”の一つである『珊瑚の鎧（さんごのよろい）』を所有する。対峙した正次が見上げるほどの巨漢で、背中には不動明王の刺青を入れている。カゴシマの英雄である西郷隆盛を崇拝している。老若男女を問わず地域住民たちからも慕われており、県知事とも親しい関係にあるなど絶大な影響力を持つ。
村雨と時を同じくして、『瑪瑙の刀』を狙って勝男の葬儀場に現れる。その際、手土産として最高級の黒豚を丸ごと一頭持ってくるなど、豪放磊落な人物。裏拳一発で正次を吹き飛ばし圧倒的なパワーを見せつけるが、その後の交戦で想定外の紀伊の実力を思い知り、その場は一旦矛を収めて引き上げた。
『紀伊浪』が薩摩に乗り込んできたことを知り、幹部たちと共に座してそれを迎え撃ち、幹部たちを次々と撃破する彼らとの対決を楽しみにしていたが、25歳の誕生日を迎えた直後に何者かに殺害され、その現場には『紀伊浪』の旗が残されていた。
陸王 羅門（りくおう らもん）
『郷中隼人』の幹部。陸王郷士の弟であり、強平の兄。兄の不在時にはチームを取り仕切るなど実質的なNo.2として認識されている。
薩摩に乗り込んできた『紀伊浪』を迎え撃つも郷士が殺害されるという非常事態に陥る。当初は『紀伊浪』を疑うも『珊瑚の鎧』が盗まれたことと犬塚の裏切りを知って、正次たちとともに犬塚と銀次を追い詰める。犬塚に罰を下していたところを止めに入った正次が『郷中隼人』100人近くを相手に大立ち回りを演じたことで何かを感じ、兄の死の真相を共に探すことを決意する。
陸王 強平（りくおう きょうへい）
『郷中隼人』の幹部。陸王郷士・羅門の弟。額には猛獣による古傷が残っており、普段はバンダナを巻いている。
かつては薩摩の看板を盾に悪さを繰り返しており、それを見かねた郷士によって自衛隊に入れられていた。そこで知り合った元に度々喧嘩を仕掛けるも相手にされず、逆に熊に襲われそうになったところを救われたことで借りを作る形となる。
薩摩に乗り込んできた『紀伊浪』を迎え撃ち、因縁のある元と対決。自衛隊を通じて肉体的にも精神的にも成長したこともあって元を追い詰めるも、渾身の一撃を受けて敗北した。郷士が殺害され、『紀伊浪』が羅門に犯人として疑われた際は影山と共に彼らの無実を信じていた。
影山 巽（かげやま たつみ）
『郷中隼人』の幹部。剣術の使い手であり、常に“武”を探求する求道者のような人物。
薩摩“第二の刺客”として正次と対決をするが、喧嘩を心から楽しむそのメンタリティに屈し敗北を認める。
犬塚 猛（いぬづか たけき）
『郷中隼人』の幹部。サイドを刈り上げ、綺麗に逆立てた髪型が特徴で、正次からは「ハブラシヘッド」と呼ばれた。
表向きには幹部として忠誠を誓っているが、実は郷士の死に乗じて『珊瑚の鎧』を銀次と共謀して盗み出し、薩摩を大混乱に陥れた張本人。不良にも関わらず地域に慕われる青年団としてチームを運営する陸王体制に不満を抱いており、郷士のことは尊敬していなかった。野心溢れる性格で銀次にも従っていたが、ゆくゆくは彼を追い落とそうとも考えていた。
『珊瑚の鎧』を盗み出して逃走しようとするも銀次に切り捨てられて羅門たちに捕まり、100人以上から凄惨な私刑を受けて殺されそうになるが、正次によって救われた。その後は羅門から尋問を受けるも、元々単細胞な性格だったことから有益な情報は持っていなかった模様。
郡司 利郎（ぐんじ としろう）
『郷中隼人』の幹部。パンチパーマで口髭を蓄えた風貌。元極道であり、かつては陸王の命を狙っていたこともある。
「客人には礼儀を払う」という陸王のポリシーにより、薩摩に乗り込んできた『紀伊浪』メンバーをねんごろに出迎え、気さくな態度で自家用車を運転するなどして観光名所を案内して回る。しかし、一通り巡った後で態度を豹変させ、薩摩“第一の刺客”として聖に挑みかかる。善戦したものの、“リミッター”の外れた聖の猛攻を受け敗れ去った。

### 土佐
『平成の五大老』の一人で、現在は消息不明である真田虎雄を巡って様々な不良集団が覇権を争う群雄割拠の状態となっている。
真田 虎雄（さなだ とらお）
“土佐”出身の『平成の五大老』の一人で、葵とは幼馴染。年齢は18歳。逆立てた髪型とカチューシャが特徴。当時中学生にして五大老入りを果たしたため、同年代問わず土佐の不良たちからは生ける伝説として位置づけられている。その実力は、相手が「二度と対立する気になれない」と言うほどの圧倒的なもので『喧嘩の天才』と称される。そのため土佐の不良集団たちは虎雄を引き入れて土佐を統一しようと争っているが、現在は消息不明で既に死亡しているとの噂も流れている。
実は生きており、出所後はしばらく地元を離れていた模様。和光によると、雲のような性格で一つの場所に留まるようなことはしないらしい。陸王や勝男の死を受け、狙われる立場にある自分たち五大老の責任を果たすために土佐に戻ってきたが、葵からは「死に場所を求めている」と言われており、心配されている。
土佐に帰郷した後は、巻き込まれる形で自身の名を騙ることとなった正次と邂逅し、成り行きでタイマンを張ってほぼ互角に渡り合ったことで意気投合する。その後は正次に『平成の五大老』の真実を話していたところに現れた銀次と交戦し、善戦するも敗北。殺されそうになるも正次のお陰で助かり、才原に身柄を抑えられて行方不明となる。
最終回では解放されたらしく、葵や村雨らと共に快気祝いとして沖縄旅行へ行っていた。
梶田 葵（かじた あおい）
虎雄とは同い年の幼馴染。普段はガールズバーで働いている。偶然店を訪れた正次と知り合い、時臣らに襲われていたところを救われる。様々な人間から狙われる虎雄を守るため、彼は既に死亡していると言っており、正次の強さを見て罪悪感を抱きつつも虎雄の身代わりを頼み、正次と虎雄が意気投合した後は和光と共に彼らをサポートする。
最終回では虎雄や村雨たちと共に沖縄旅行へ行っていた。

#### キマイラ
土佐の有力チームの一つである暴走族。
東 八州（あずま はっしゅう）
『キマイラ』の四代目総長。18歳。一人称は「アチキ」で、語尾に「ダス」とつける癖がある。
元々不良ではなかったが、父親は土佐を牛耳る会社の最高責任者で、土佐で関わっていない大人はいないと言われるほどの規模を誇る。それは不良たちの家族も例外ではなく、彼に逆らうことは土佐で生きていけないことを意味するため、親の威光を傘に着て財力で好き放題していた。そのため周りからは「触れてはいけない『聖域（アンタッチャブル）』」と呼ばれている。
『愚郎』『タイムボム』が了承した虎雄の自由に賛同せず、更には虎雄ら不良を馬鹿にしたことで正次に殴り飛ばされ、腹いせに彼らを襲撃するも失敗する。メンバーたちにも見限られるも、最後は虎雄から「金で買えないものがあると分かった時は友達になってやる」という旨の言葉をかけられた。
馬場 時臣（ばば ときおみ）
『キマイラ』の特攻隊長。18歳。同い年の虎雄の伝説に対抗心を燃やしており、顔も知らない彼のことを探し回っていた。葵の店を襲っているところに居合わせた正次に一撃で吹っ飛ばされ、リベンジを誓う。
総長である東のことは「青ビョータン」と言うなど不満を抱いており、金を貰うこともしていない。中学時代は近隣の中学一帯を支配していたほどの実力者で、虎雄も面識はなかったものの一目置いていた。
東の命令で虎雄たちをナイフで襲撃するも、実は自分のことを知っていた虎雄から卑怯者呼ばわりされたこと、正次から喧嘩にナイフを使うことは本来の自分ではないことを指摘される。最後は仲間たちの説得もあってナイフを放し、チームのメンバーたちと共に引き上げていった。
桐屋 佳佑（きりや けいすけ）
『キマイラ』のメンバー。18歳。冷静な性格で、血気盛んな時臣やスケベな性格の蘭丸のストッパー役。
東の命令で虎雄たちを襲撃した際は、一度は東から金を貰ってしまうもすぐに突き返し、虎雄たちをナイフで襲撃しに行った時臣を止め、最後はチームのメンバーたちと共に引き上げていった。
古瀬 蘭丸（こせ らんまる）
『キマイラ』のメンバー。18歳。スケベな性格で、葵を襲っているところに居合わせた正次により一度は引き上げる。その後は『キマイラ』『愚郎』『タイムボム』が正次を巡って集まった際に再び葵を襲うが、今度は本物の虎雄に一撃で吹っ飛ばされ、格の違いを思い知らされた。
東の命令で虎雄たちを襲撃した際は、一度は東から金を貰ってしまうもすぐに突き返し、虎雄たちをナイフで襲撃しに行った時臣を止め、最後はチームのメンバーたちと共に引き上げていった。
和光 利晃（わこう としあき）
元『キマイラ』の三代目総長。23歳。現在は引退して『和光建設』を切り盛りしている。虎雄とは仲が良く、協力者でもある。そのため、彼の帰郷やその真意も知っていた。

#### 愚郎（ぐろう）
土佐の有力チームの一つ。
南雲 康成（なぐも やすなり）
『愚郎』の頭。22歳。強面かつ硬派な容貌が特徴で、那智からは父兄呼ばわりされる。チームで人材派遣業に従事している。
『キマイラ』『タイムボム』と共に虎雄（正次）を巡って集まるが、虎雄が正次であると分かり那智と共に激怒して痛めつけるも一蹴される。直後に現れた本物の虎雄と正次の喧嘩を見て格の違いを思い出し、他のチームの肩を持つことをしないという条件で虎雄の自由を保証した。

#### タイムボム
土佐の有力チームの一つ。
那智 司（なち つかさ）
『タイムボム』の頭。21歳。南雲とは対照的に見た目も性格も軟派であり、いつも女性を侍らせている。金回りが良く、度々イベントを企画してはチームの財政を支えている。
『キマイラ』『愚郎』と共に虎雄（正次）を巡って集まるが、虎雄が正次であると分かり南雲と共に激怒して痛めつけるも一蹴される。直後に現れた本物の虎雄と正次の喧嘩を見て格の違いを思い出し、他のチームの肩を持つことをしないという条件で虎雄の自由を保証した。

### 尾張
土丸 郷介（つちまる きょうすけ）
“尾張”出身の『平成の五大老』の一人。気の良い性格で飄々としており女好き。
正次と接触した時点では入院していた。かつては『尾張の反逆児』の異名を持ち、出所後も村雨や陸王のように地元を牽引しようとしていたが、父親の死をキッカケに不良からも足を洗っていたため、他の五大老たちにも負い目を感じていた。
実は“Pファイル”を預かっていた。才原や銀次を止めるべく尾張を訪れた正次にファイルを託し、自身も正次をサポートすることを決意する。

### 平成の五大老
『山城の乱』を引き起こした竜崎秀久と昵懇の間柄であった、5名の不良たち。報復に来たヤクザを返り討ちにしたことから、その呼称が定着した。
全員が傷害致死罪により刑務所に服役、それから5年後に彼らが出所したことが“不良戦国時代”到来の引き金となる。
詳細は「#用語解説」の項を参照。
竜崎 秀久（りゅうざき ひでひさ）
キョートの伝説的な不良。チームには所属しない一匹狼であったが、「世代最強」と謳われた強さと男気ある性格で知られていた。
高校3年時に『山城の乱』を引き起こして服役する際、『平成の五大老』に“七献宝樹”をそれぞれ託した。それ以降の詳細は「その他の主要人物」の項を参照。
八坂 勝男（やさか かつお）
『平成の五大老』の一人。「紀伊浪」の項を参照。
村雨 アキラ（むらさめ アキラ）
『平成の五大老』の一人。「水戸」の項を参照。
陸王 郷士（りくおう ごうし）
『平成の五大老』の一人。「薩摩」の項を参照。
真田 虎雄（さなだ とらお）
『平成の五大老』の一人。「土佐」の項を参照。
土丸 郷介（つちまる きょうすけ）
『平成の五大老』の一人。「尾張」の項を参照。

### 双頭会
関西最大規模を誇り、日本でも有数の広域暴力団。
岩城 道三（いわき どうさん）
七代目『双頭会』会長。色狂いな性格で広大な邸宅に多数の愛人を囲っており、仲代によると本妻は愛想を尽かして家を去った模様。“七献宝樹”をコレクションとして所持している。
才原の指示で宝樹を奪いに来た『平成の五大老』と鉢合わせ、発砲するも捕らえられる。かつては自分も極貧生活を送っていたことから、彼らが金目当てで宝樹を盗みに来たと考えて同情していたが突然死した。その死に様から、陸王からはくも膜下出血だと推測された。
仲代 俊作（なかだい しゅんさく）
『双頭会』幹部。若くして直参に上り詰め、組織内で最も金を稼いでいる経済ヤクザ。
銀次をスカウトしていたが、逆に襲われて金を奪われる。その後は事情を知った勝男を向かわせ、それがきっかけで才原と接触する。“Pファイル”を利用するため、才原を会長の屋敷に手引きした。
田川（たがわ）
仲代の組の構成員。勝男とは幼少期からの知り合いで“ター坊”と呼ばれている。その関係性を利用して幅を利かせていたが、実際は小心者。
仲代を襲った銀次を勝男と共に追って才原や『平成の五大老』と接触する。勝男たちへの嫉妬心や出世欲から“Pファイル”を奪おうとするも失敗し、陸王から“七献宝樹”を各地に分配する役目を課せられた。
その後は破門されたらしく、半身不随となっていた。その恨みから出所直後の勝男のバイクに細工して殺害した後に逃亡したが、その場にいた銀次に追い詰められて殺害された模様。

### その他の主要人物
才原 美智夫（さいばら みちお）
正体不明の謎の男。長髪と丸いサングラスが特徴で隻眼のため、サングラスを外している際は眼帯を着けている。
不良を“現代の武士”と考え、現代日本を”己のない国“と断じている。そんな日本社会を変えるために歴史において大物を輩出した水戸、尾張、紀伊、土佐、薩摩から後に『平成の五大老』と呼ばれる有名な不良を集め、ヤクザに代わる“悪”、警察に代わる“正義”の両方を併せ持つ存在である『超不良（スーパーヤンキー）』の実現を目論む。
真の目的は“七献宝樹”に隠された“Pファイル”を使って国家転覆を達成することだった。幼少期は虐められていたが、色川（いろかわ）という極右の扇動家によって救われたことで国家転覆に傾倒するようになり、その一環として『超不良』計画を掲げて『平成の五大老』を集めた。少年時代に不良の喧嘩を目撃したことで心は動かされていたようだが、根本的には不良を見下している模様。
”土佐“にて竜崎（銀次）に敗北した正次のもとに現れ、虎雄の身柄を自身らが抑えたこと、竜崎を止められなかったことを告げ、これから先の戦いに関わらないよう忠告して去っていった。
終盤で銀次を裏切り逃走したが、追ってきた銀次や正次、その仲間たちとの最後の戦いに臨む。銀次の部下を使って正次たちを追い込むも、銀次の喧嘩ぶりに部下共々感動してしまい、さらには自身の計画が漏れていたこともあって“Pファイル”を手放した。
最終回では過激右翼団体のトップとして指名手配されている様子がニュースで流れており、逃亡生活を続けている模様。
竜崎 秀久 / 日野 銀次
『双頭会』の会長を殺害し、不良によるヤクザ超えを果たして“不良戦国時代”の引き金となった、キョートの伝説的不良の正体。かつての銀次とは比べ物にならないほど戦闘力が増しており、性格も変化している。
母親に養護施設に捨てられ、そこで上級生や職員に虐められる日々を過ごしていたところを金太郎（きんたろう）という少年と知り合い、彼の「男ならツッパリ続けろ」という生き様に憧れて行動を共にしていた。しかし、施設の理事長に襲われそうになった自分を助けに入った金太郎は殺されてしまい、「奪われないためには奪うしかない」と悟るようになる。その後は引き取られた別の施設で勝男と知り合い、『紀伊浪』を結成した。そこで知り合った正次がかつての金太郎と似ていたことから、彼のことを「チームの中で一番強い」としながらも強烈な嫉妬心を燃やしており、自身を「一番弱い」として仲間たちにも劣等感を抱いていた。
元々『平成の五大老』として集められた際に“紀伊の男”としてその場にいたのは勝男ではなく銀次であり、『竜崎』と名乗っていた。そこで身体を鍛える毎日を送り、『超不良』計画に傾倒していく。その後は他の五大老や自分を追ってきた勝男と共に“七献宝樹”の強奪にも加担し、そこで“Pファイル”の存在を知った他の面子が『超不良』計画を降りるなか、唯一賛同せず己の道を突き進む決意をし、その場から立ち去った。勝男が出所した後は彼と決着をつけようとしていたが、自身らを逆恨みしていた田川がバイクに細工したことによって勝男は目の前で死亡してしまい、強烈なトラウマを抱えることになる。
『山城の乱』から5年後、薩摩に乗り込んだ正次たちと同時期に潜入していたらしく、『郷中隼人』幹部の犬塚と共謀し、陸王を殺害して“七献宝樹”の一つである『珊瑚の鎧』を盗んだ実行犯。薩摩を脱出する寸前に正次と再会したが逃走した。
土佐で『平成の五大老』の真実を話していた正次と虎雄の前に現れ、虎雄を叩きのめして殺害しようとしたところ、止めに入った正次と交戦。圧倒的な実力で正次のプライドをへし折って勝利し、再び姿を消した。
終盤にて才原に裏切られてしまい、その際に「もう友達を失いたくない」と正次に本音を漏らし、才原を止めるべく正次らと共に追い詰める。最後の戦いでは、かつて自身が育て上げた部下たちと交戦するも猿若に刺されて致命傷を負う。それでも最期の意地として猿若を撃破するが力尽き、“不良としての意地”を貫き通した生涯に幕を閉じた。
死後は『紀伊浪』メンバーの総意で紀の川に散骨された。

#### 銀次の部下
銀次が育てあげた精鋭。全員が『紀伊浪紋』を入れており、正次らを“旧式”、自身らを“新式”と称している。
猿若 清春（さるわか きよはる）
銀次の部下。ホストのような見た目をしており、常に胃薬を持ち歩いている。
幼少期に母を亡くしたことで宗教に傾倒した父に連れられてその団体に入る。そこで教祖の小姓を強いられ、“真性のキラー”として育てられる。また、多数の投薬実験によって満腹中枢が狂ってしまい、胃薬もそれによるもの。
前述の過去から「他人の指示がないと動けない」としながらも他人を殺すことに慣れており、躊躇もない。陸王殺害を実行し、銀次に後戻りできない状況を作った。不良のことも見下しており、銀次との仲は良くなかった。
銀次との戦いで彼を刺して致命傷を与えるも、それでも倒れない彼に圧倒される。最後は騙し討ちで始末しようとするも見破られ、殴り飛ばされた。
真壁（まかべ）
銀次の部下である大柄な男。『紀伊浪紋』と“二十七”の文字を胸に入れている。冷酷非情な性格でオオサカの不良を蹂躙していたが、正次に敗れた。

### その他の地域、チーム

#### 高三連合（こうさんれんごう）
紀伊の有力な不良高校生で構成されるチーム。勢力は弱小であり、隣国・伊勢のチーム『伊勢酔象』から圧力を掛けられ併合・消滅の危機に瀕している。
大迫 和真（おおさこ かずま）
『高三連合』のメンバーで、16歳の高校1年生。実家は焼肉屋を営んでいる。正次の勤める教習所の生徒であり、近隣ではそれなりに名の知られた不良。
その解散が地元弱体化の原因となった『紀伊浪』のメンバーを恨み、「一発シバく」ために行方を探していた。また、チームの先輩たちの不甲斐なさにも憤りを感じている。
ある時、ガールフレンドの唯と共に『伊勢酔象』のメンバーに拉致され危機に陥っていたところを正次に助けられ、彼がかつて『紀伊浪』のメンバーであったことを知る。初めは正次に殴りかかるなどつっけんどんな態度をとっていたが、その後も二度に渡って助けてくれた正次の人柄と強さに心服し、紀伊の未来を託す。
口先では恨み節を言いつつも、実は心の奥底では誰よりも『紀伊浪』の復活を待ち望んでいた。
唯（ゆい）
和真のガールフレンド。和真と共に『伊勢酔象』のメンバーに拉致され暴行されかかっていたところを、正次に助けられる。正次が紀伊の救世主になるであろうということを、早くから予感していた。
愛嬌のある性格をしており、『高三連合』の先輩メンバーからも可愛がられている。
和田 俊之（わだ としゆき）
和真の先輩で、『高三連合』の代表。
地元・紀伊の現状を考え、やむなく伊勢との併合話を進めるが、自らは高校卒業後にオオサカの専門学校への進学が決まっていることから、「地元を捨てる気ではないか」と和真に非難される。しかし、本質はやはり紀伊に愛着を持つ気骨の人であり、調印式での伊勢の悪辣なやり方を受け入れることは出来ず、多勢に無勢ながらも立ち向かい玉砕する。
正次と辰に救ってもらった後は、他のメンバーと共に紀伊の未来を彼らに託す。
新開 陽平（しんかい ようへい）
『高三連合』のメンバー。ガタイの良さとパワーが自慢で、“紀伊のブルドーザー”の異名を持つ。伊勢との調印式では伊藤とタイマンを張るが、相手の卑怯な手段により一方的な暴行を受け敗れてしまう。
のちに、地元のとある場所で聖の喧嘩を目の当たりにし、「正次と同等以上にエグい喧嘩だった」と評した。
五味（ごみ）
『高三連合』のメンバー。伊勢との調印式の際はほとんど戦闘に参加せず、同行メンバーの中では唯一の無傷であった。帰郷後に、正次の神がかり的な強さを興奮気味に仲間に語っていた。
須永（すなが）
『高三連合』のメンバー。伊勢との調印式では新開と伊藤のタイマンに介入しようとするが、後ろから鉄パイプで殴打され倒れる。

#### 伊勢酔象（いせすいぞう）
“伊勢”の古豪チーム。かつては平和主義で鳴らしていたが、突如、伊勢全体を取り仕切りはじめ勢力を拡大、隣国・紀伊との併合を目論むようになる。
宇陀 輝基（うだ てるもと）
『伊勢酔象』のトップ。詳細は「かつての『紀伊浪』の協力者」の項を参照。
伊藤（いとう）
『伊勢酔象』のメンバー。見た目はとても強そうには見えない、小柄で華奢な男。新開とのタイマンでは、汚い手を使って相手を倒し、凶暴性を剥き出しにして半殺しにするが、正次には一撃であえなく倒された。

### その他の登場人物
天下茶屋 勝（てんがちゃや まさる）
和田の先輩で、紀伊の住人。愛称は「ガチャ先輩」。喧嘩は弱いが、どこか憎めないお調子者で、後輩とも仲良くやっている。ズボンのチャックを閉め忘れることが多い。
かつて、地元・紀中（きちゅう）の不良50人を1人で叩きのめした正次の姿を鮮烈に覚えており、その畏敬の念から『紀伊浪紋』のタトゥーシールを勝手に作って左胸に貼っている。
伊勢との抗争に居合わせた際には、全く戦闘に参加していなかったにもかかわらず、「紀伊浪のメンバーと一緒に喧嘩をして勝った」と内心大喜びしていた。
矢沢 優作（やざわ ゆうさく）
正次の弟。 大学受験を控えた高校生。学業成績は優秀らしく、心理学専攻を希望している。
少年期にイジメから守ってくれた兄のことを自慢に思い、尊敬している。
沼瀬（ぬませ）
秀政が勤務する会社の社長。25歳。ガングロで遊び人風の容姿。やり手の青年実業家で、会社を幾つも経営しているが、その実態は悪質訪問販売やオレオレ詐欺を生業とする悪辣なもの。
ついには覚醒剤取引にも手を出し、秀政をその手駒にしようとするが反抗に遭い失敗する。逆上して襲いかかるが、駆けつけた正次と聖によって成敗された。
神原 精三（かんばら せいぞう）
ワカヤマの代議士で、平然と汚職に手を染める悪徳政治家。伊武の父親の借金を肩代わりして彼女を愛人にし、街で喧嘩をしていた元に目をつけボディーガードに据えていた。
愛人の伊武をまともな人間扱いしておらず、まるで奴隷のように性と暴力の捌け口としている。その場に駆けつけた正次の迫力に狼狽し、元に駆逐するよう命令するが、正義漢としての自我を取り戻した彼によって逆に自身が成敗されてしまった。
伊武 サキコ（いぶ サキコ）
正次の高校時代の元恋人。別れてからは音信不通であったが、正次の勤める教習所にそれとは知らず入学し、再会を果たす。
高校時代は優等生であったが、両親の離婚や父の借金が原因で大学進学を諦め自暴自棄となり、その後は水商売をやりつつ神原の愛人となっていた。神原からのDVに悩んでいたが、正次によって救い出され、自分を卑下せず前向きに生きるよう励まされて涙を流した。

## 用語解説
不良戦国時代
『平成の五大老』出所に端を発して到来した、天下統一を狙う不良たちの群雄割拠の時代。
山城の乱
2011年3月、当時高校3年生であった竜崎秀久が日本有数の暴力団・『双頭会』本部に単身で乗り込み、そこの七代目会長を討ち取ったという事件。ヤクザと不良とのパワーバランスが崩れる呼び水となる。
実際は『双頭会』会長の死に居合わせた彼らが報復を躱すために仕立て上げた作り話。
平成の五大老
『山城の乱』の後、『双頭会』から狙われた竜崎秀久を守るべく立ち向かった水戸の村雨アキラ、尾張の土丸郷介、紀伊の八坂勝男、土佐の真田虎雄、薩摩の陸王郷士といった5人の不良の総称。
実際は『超不良（スーパーヤンキー）』の実現を目論む才原によって集められた男たちであり、『双頭会』会長の死に居合わせた彼らが報復を躱すために仕立て上げた作り話。
竜崎秀久
男気あふれる性格の一匹狼で、『双頭会』会長を殺害して“不良戦国時代”を引き起こした伝説的不良。
実際は『平成の五大老』が『双頭会』の報復を躱すために仕立て上げた架空の人物であったことが判明した。
七献宝樹（しちこんほうじゅ）
『山城の乱』の折、竜崎秀久が双頭会の奥の院から持ち出したという七つの宝具。室町時代から現存しており、その金銭的価値は億単位は下らないとも言われている。
竜崎が服役する際に、『平成の五大老』にそれぞれ一つずつ預けられ、残りの二つも日本の何処かへ渡っている模様。これらの全てを所有することが、「不良界の天下統一」を成し遂げた証となる。
実際は警察の機密情報などが記録されている“Pファイル”が隠されており、後に『平成の五大老』と呼ばれる不良たちによって各地に分配されていた。
瑪瑙の刀（めのうのかたな）
八坂勝男が所有。彼の死後は、矢沢正次の手に渡る。
瑠璃の行縢（るりのむかばき）
村雨アキラが所有。紀伊との全面抗争に敗北後、矢沢正次の手に託される。
珊瑚の鎧（さんごのよろい）
陸王郷士が所有。陸王の意向で地域住民たちにも公開されている。
玻璃の馬（はりのうま）
宝樹の一つである馬の模型。『山城の乱』の際に破損する。
硨磲の弓（しゃこのゆみ）
宝樹の一つ。
金の小袖（きんのこそで）
宝樹の一つ。
銀の鞘巻（ぎんのさやまき）
宝樹の一つ。
Pファイル
“七献宝樹”に隠されていた極小のチップ。その中身には警察の機密情報などが隠されている。

## 読切版
『ヤングキング』（少年画報社）2015年21号にて掲載。単行本第2巻に収録。
「第零話」として扱われ、中学時代の正次と勝男の出会いが描かれている。

## 書誌情報
- 山本隆一郎 『元ヤン』 集英社〈ヤングジャンプ・コミックス〉、全15巻
  1. 「紀伊浪」2015年10月24日発行（10月19日発売[集 1]）、ISBN 978-4-08-890274-6
  2. 「五大老」2016年1月24日発行（1月19日発売[集 2]）、ISBN 978-4-08-890342-2
  3. 「旅立ち」2016年2月24日発行（2月19日発売[集 3]）、ISBN 978-4-08-890389-7
  4. 「水戸一番の男」2016年5月24日発行（5月19日発売[集 4]）、ISBN 978-4-08-890428-3
  5. 「時代遅れ」2016年8月24日発行（8月19日発売[集 5]）、ISBN 978-4-08-890482-5
  6. 「羅針盤」2016年11月23日発行（11月18日発売[集 6]）、ISBN 978-4-08-890553-2
  7. 「桜島」2017年2月22日発行（2月17日発売[集 7]）、ISBN 978-4-08-890591-4
  8. 「白熊」2017年5月24日発行（5月19日発売[集 8]）、ISBN 978-4-08-890640-9
  9. 「土佐」2017年8月23日発行（8月18日発売[集 9]）、ISBN 978-4-08-890726-0
  10. 「返杯」2017年11月22日発行（11月17日発売[集 10]）、ISBN 978-4-08-890783-3
  11. 「超不良」2018年2月24日発行（2月19日発売[集 11]）、ISBN 978-4-08-890859-5
  12. 「元ヤン」2018年5月23日発行（5月18日発売[集 12]）、ISBN 978-4-08-891014-7
  13. 「山城の乱」2018年7月24日発行（7月19日発売[集 13]）、ISBN 978-4-08-891072-7
  14. 「青春とは」2018年9月24日発行（9月19日発売[集 14]）、ISBN 978-4-08-891099-4
  15. 「最後の不良」2018年10月24日発行（10月19日発売[集 15]）、ISBN 978-4-08-891117-5